# گلاوبورگ
گلاوبورگ (به آلمانی: Glauburg) یک شهر در آلمان است که در وتراوکرایس واقع شده‌است.